# Micarea flagellispora
Micarea flagellispora är en lavart som beskrevs av Coppins & Kantvilas. Micarea flagellispora ingår i släktet Micarea och familjen Pilocarpaceae.   Inga underarter finns listade i Catalogue of Life.